# Oncideres tuberosa
Oncideres tuberosa är en skalbaggsart som beskrevs av Martins och Maria Helena M. Galileo 2006. Oncideres tuberosa ingår i släktet Oncideres och familjen långhorningar. Inga underarter finns listade i Catalogue of Life.